# Jana Rejhonová
Jana Rejhonová (26 januari 1974) is een Tsjechische oud-langebaanschaatsster. Ze trainde net als Karolína Erbanová en Martina Sáblíková bij Petr Novák.
Rejhonová nam drie keer deel aan een EK, eenmaal aan een WK allround en eenmaal aan het WK afstanden. Daarnaast reed ze verscheidene wereldbekerwedstrijden.

## Persoonlijke records
| Afstand    | Tijd    | Datum            | Baan       |
| ---------- | ------- | ---------------- | ---------- |
| 500 meter  | 44,93   | 8 januari 1999   | Heerenveen |
| 1000 meter | 1.29,07 | 26 januari 1999  | Collalbo   |
| 1500 meter | 2.11,38 | 9 januari 1999   | Heerenveen |
| 3000 meter | 4.34,21 | 12 maart 1999    | Heerenveen |
| 5000 meter | 8.02,53 | 20 november 1999 | Heerenveen |

## Resultaten
| Jaar | EK Allround | WK Allround | WK Afstanden | Wereldbeker                            |
| ---- | ----------- | ----------- | ------------ | -------------------------------------- |
| 1996 |             |             |              | 52e 3/5km                              |
| 1997 |             |             |              | 46e 3/5km                              |
| 1998 | NC22        | NC27        |              | 50e 1500m 39e 3/5km                    |
| 1999 | NC24        |             | 24e 3000m    | 50e 500m 56e 1000m 47e 1500m 42e 3/5km |
| 2000 | NF3         |             |              |                                        |

 NC# = niet geplaatst voor laatste afstand, maar wel als # geëindigd in het klassement 
 NF# = niet gestart op # afstand